# Le amiche del cuore
Le amiche del cuore è un film del 1992 diretto da Michele Placido.
Il film segna l'esordio della diciottenne Claudia Pandolfi.
Fu presentato alla Quinzaine des Réalisateurs del 45º Festival di Cannes.

## Trama
Tre amiche adolescenti vivono nella periferia romana: Simona, Morena e Claudia. Le tre ragazze, molto legate, hanno diverse aspirazioni: Claudia vuole fare l'attrice e passa da un letto all'altro, Morena studia da infermiera e accudisce la madre malata, Simona apparentemente sembra avere una vita normale, ma dentro di sé nasconde un segreto profondo, che dopo l'incontro con Lucio porterà nella sua vita una sete irrimediabile di vendetta. Infatti, è oggetto di incesto da parte del padre.